# Menino do Lapedo
Menino do Lapedo, ou Criança do Lapedo, é a denominação dada ao esqueleto de uma criança com cerca de 4 anos de idade, datado de cerca de 24 500 anos, encontrado, em 1998, no Abrigo do Lagar Velho do Vale do Lapedo, na região de Leiria.

## Descoberta
O esqueleto da Criança do Lapedo foi descoberto, em 28 de novembro de 1998, no decurso de uma expedição ao Abrigo do Lagar Velho, para estudar algumas pinturas rupestres descobertas anteriormente.

## Caracterização
A reconstituição da época demonstra que o lugar do enterramento correspondia a um cone de acumulação de sedimentos, rodeado pela ribeira do Sirol e uma possível exsurgência na parede calcária. Para enterrar a criança, tinha sido escavada uma pequena fossa e queimado um ramo de pinheiro. A criança foi embrulhada numa mortalha tingida com ocre vermelho (daí a tonalidade vermelha do solo na sepultura) e estendida na fossa, de costas e ligeiramente inclinada para a parede do abrigo. Junto ao pescoço foi ainda recolhida uma concha tingida a ocre, que deveria fazer parte de um colar, e quatro dentes de veado na cabeça, que poderiam fazer parte de uma espécie de touca. A criança foi ainda enterrada com oferendas de carne de veado.
O esqueleto mede cerca de 90 centímetros e não estava totalmente intacto: a mão, o antebraço e o pé esquerdos tinham sido deslocados, ou por um animal a escavar na toca, ou no ato da descoberta; o crânio, o ombro e o braço direitos foram esmagados durante o processo de terraplenagem do local. A caixa torácica, a coluna vertebral, a cintura pélvica, as pernas, o braço esquerdo e o pé direito estavam intactos e na posição original.

## Relevância e polémica
A relevância deste esqueleto, com cerca de 24 500 anos, dá-se pelo facto de o fóssil ser de uma criança que teria nascido do cruzamento de um Homo neanderthalensis e um Homo sapiens, o que revela que espécies diferentes de humanos poderiam ter-se cruzado entre si e gerar descendentes. Com a Criança do Lapedo pode-se sugerir que os Neandertais desapareceram, não por extinção, mas sim por interação entre eles e os cro-magnons e uma absorção do mesmo.
Hoje ainda continuam as investigações arqueológicas e antropológicas ao esqueleto, bem como as discussões da sua origem: se de facto resultou da mistura das duas espécies, ou se na verdade pertence a uma delas.
É proposta a tese de que o Homo sapiens ao deslocar-se da África à Europa pelo Estreito de Gibraltar tenha provocado a extinção do Homo neanderthalensis ao se propagarem a partir da Península Ibérica. Ainda que tal esqueleto reforce a teoria de que essas duas espécies de hominídeos tenham-se cruzado entre si, gerando descendentes, há divergências na datação da extinção dos Neandertais, cujos vestígios mais recentes datam de cerca de 28 mil anos, enquanto o da criança possui cerca de 24,5 mil anos. Dessa forma, as fontes arqueológicas não evidenciam concretamente nenhuma explicação plausível, gerando polémicas oriundas das discrepâncias relacionadas às visões dos pesquisadores.

## Museus
O esqueleto da Criança do Lapedo e os artefatos arqueológicos associados estão em depósito no Museu Nacional de Arqueologia.
No Centro de Interpretação do Abrigo do Lagar Velho é possível ver uma réplica do esqueleto, bem como uma reconstrução do rosto do menino feita pelo antropólogo norte-americano Brian Pierson.

## Classificação
O esqueleto foi classificado em 2021 como bem de interesse nacional, sendo-lhe atribuída a designação de tesouro nacional.